# Рукав Стрільця–Кіля

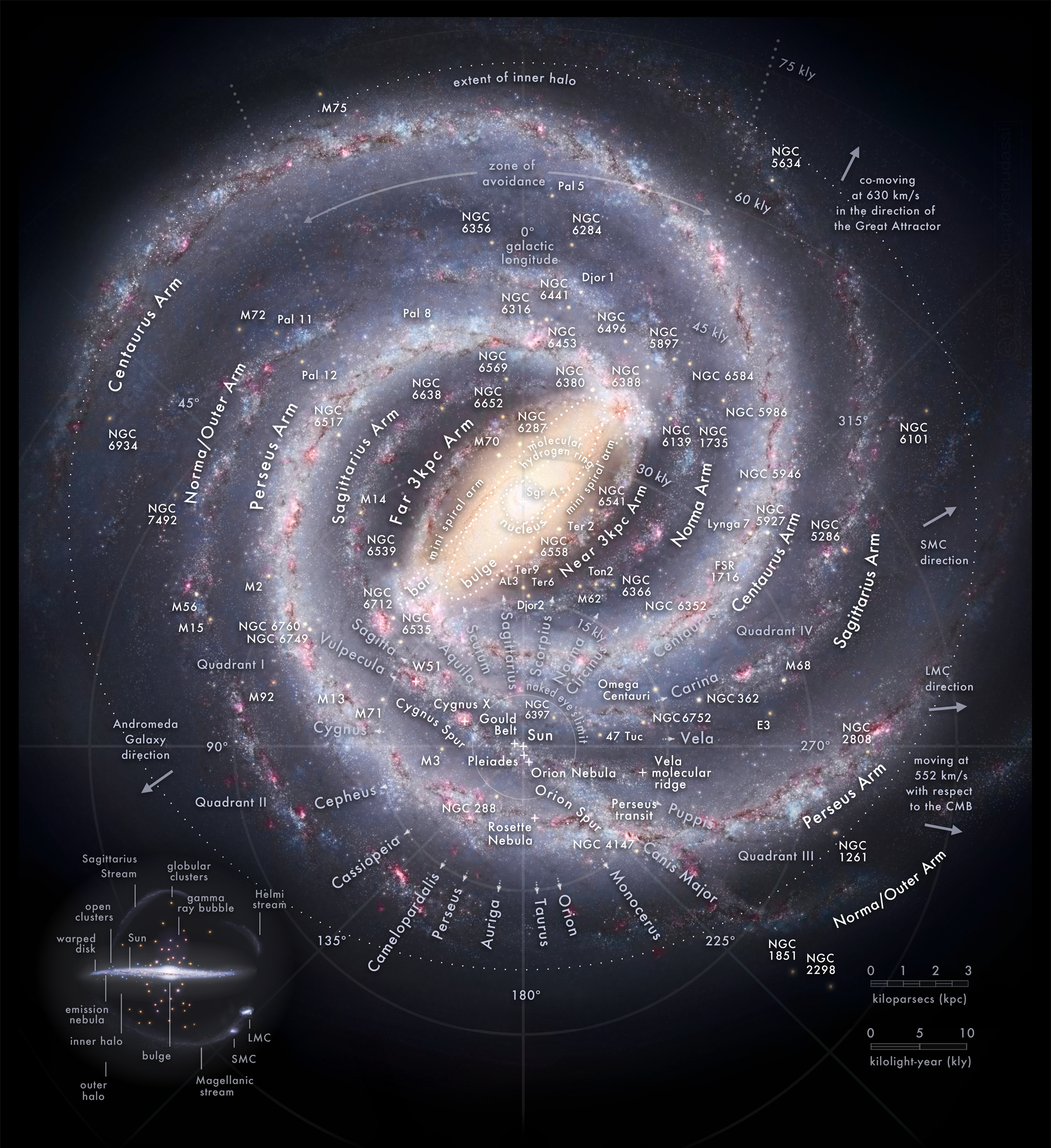
Схема Чумацького Шляху. Рукав Кіля–Стрільця підписаний як Sagittarius Arm, а напрямки на сузір'я Стрільця та Кіля, які дали йому назву, відмічені стрілочками з підписами Sagittarius і Carina

Рукав Стрільця-Кіля (також відомий як рукав Стрільця або рукав Кіля-Стрільця, англ. Carina–Sagittarius Arm) — один зі спіральних рукавів галактики Чумацький Шлях. Названий так через близькість до сузір'їв Стрільця та Кіля.
Кут нахилу рукавів спіралі становить 7,3 ± 1,5 градуса. Найближча частина до Сонця розміщена приблизно на відстані 1,4 ± 0,2 кпк.
В рукаві Стрільця–Кіля відносно мало молодих зір, на відміну від рукава Щита-Центавра і рукава Персея. Це свідчить про те, що рукав Стрільця–Кіля є другорядним рукавом, як і рукав Косинця-Зовнішній. Ці другорядні рукави здебільшого є концентраціями газу з невеликою кількістю новоутворених зір.

## Видимі об'єкти
Ряд об'єктів Мессьє та інших об'єктів, видимих у любительські телескопи або біноклі, розміщений в рукаві Стрільця (тут перераховані приблизно в порядку зі сходу на захід уздовж рукава):
- M11, скупчення Дика Качка в Щиті (пряме піднесення α=18h51m)
- M26, розсіяне скупчення у Щиті (α=18h45m)
- M16, туманність Орла у Змії (α=18h19m)
- M17, туманність Омега в Стрільці (α=18h 20,4m)
- Розсіяне скупчення M18 у Стрільці (α=18h19,9m)
- Кульове скупчення M55 у Стрільці (α=19h40m)
- M24, мала зоряна хмара Стрільця (α=18h17m)
- Розсіяне скупчення M21 у Стрільці (α=18h5m)
- M8, туманність Лагуна в Стрільці (α=18h4m)
- NGC 3372, туманність Кіля у Кілі (α=10h45m)